# Zamri, umri, voskresni!
Zamri, umri, voskresni! (russisk: Замри, умри, воскресни!) er en sovjetisk spillefilm fra 1989 af Vitalij Kanevskij.

## Medvirkende
- Dinara Drukarova som Galja
- Pavel Nazarov som Valerka
- Jelena Popova
- Valerij Ivtjenko
- Vjatjeslav Bambusjek som Vitka